# Celestino Paraventi
Celestino Paraventi (Itália, 31 de dezembro de 1897 — São Paulo, 19 de março de 1986) foi um cantor lírico e industrial italiano radicado no Brasil. Foi bem sucedido no ramo cafeeiro sendo o pioneiro no ramo da torrefação do café no Brasil.

## Biografia
Paraventi era um milionário, herdou do pai, Orfeo Paraventi, fundador da primeira torrefação de café do estado de São Paulo, dezenas de imóveis e a própria indústria de torrefação na qual, de forma pioneira no país, passou a produzir café enlatado a vácuo.  Além disso, ele era cantor lírico e se apresentava num programa de rádio chamado "Chá no Ar", de Nicolau Tuma, da Rádio Difusora. O industrial também possuía a fama de "O salvador", pois costumava ajudar financeiramente os atores desempregados, intelectuais comunistas e boêmios. Anúncios de seu café eram publicados com frequência no jornal O Homem do Povo, editado por Oswald de Andrade e Patrícia Galvão. Não havia um jornal de oposição que não estampasse um anúncio do Café Paraventi.
Sempre cheio de ideias, Paraventi era generoso quando se tratava de ajudar comunistas, simpatizante do movimento comunista chegou a alugar casas para a instalação de gráficas clandestinas, sustentou famílias de militantes presos e contribuiu de forma ativa para engordar os cofres do partido.
A fascinação de Paraventi pela figura de Luis Carlos Prestes nascera durante a coluna. Acompanhava, de São Paulo, através da imprensa e de panfletos clandestinos, cada movimento da tropa, e as vitórias sobre as forças do governo. Quando a coluna se internou nas matas da Bolívia, Paraventi ficou decepcionado. Sua família quase o internou num hospício quando Paraventi mandou avaliar a indústria, a torrefação e a enlatadora - anunciando que enviaria o dinheiro apurado na venda de seu patrimônio para Prestes, exilado em Buenos Aires, "para que ele possa montar a Coluna de novo e tomar o governo". Mandou comunicar sua decisão ao capitão, na Argentina, algumas semanas depois, o seu enviado voltava com a resposta: Prestes agradecia o apoio mas não o aconselhava a fazer o esforço. Sugeriu então que Paraventi mandasse latas de café para Buenos Aires, desse modo, Prestes, o tenente Siqueira Campos e Orlando Leite Ribeiro, ex-membros da Coluna, encarregariam-se de vendê-las e exportá-las para obter fundos para o movimento.
Em 1935, o empresário hospedou em sua casa de campo no bairro de Santo Amaro, às margens da represa Guarapiranga, Luis Carlos Prestes e sua esposa Olga Benário Prestes. Por esse motivo, foi preso sob a acusação de ter ajudado o célebre casal de comunistas. Dois anos depois, em 1937, a casa foi palco da fundação do Clube de Campo de São Paulo (CCSP), feita através de um leilão de terras.